# 6 октября (мухафаза)
Муха́фаза 6 октября была образована в апреле 2008 года. До этого являлась частью мухафазы Эль-Гиза. 14 апреля 2011 года премьер-министр Эссам Шараф упразднил губернаторство им. 6 октября и присоединил его территорию обратно к Эль-Гизе.
Расположена к западу от южной части дельты Нила.
В мухафазе имеется 4 высших учебных заведения, среди них — Университет 6 октября. Помимо жилых районов, здесь находятся несколько промышленных зон, развита туристическая и развлекательная инфраструктура (Дрим-Ленд, Ройял-Гарденз, Нью-Гиза, Палм-Хиллз и др.).
Крупные города мухафазы:
- Город им. 6 октября
- Эль-Хавамедия
- Эш-Шейх-Заид
- Кирдаса
- Эль-Айят
- Абу-ан-Нумрус
- Эль-Ахрам
- Эль-Бадрашин
- Аусим